# هيلاري بي. برايس
هيلاري بي. برايس (بالإنجليزية: Hilary B. Price)‏ هي رسامة كارتون أمريكية، ولدت في 4 ديسمبر 1969.